# شهریاران فیلسوف
شهریاران فیلسوف (به انگلیسی: Philosopher king) در اندیشهٔ افلاطون کسانی هستند که اگر قرار باشد آرمانشهر او تحقق پذیرد می‌بایست قدرت را در دست بگیرند.

## بازگویی دیدگاه

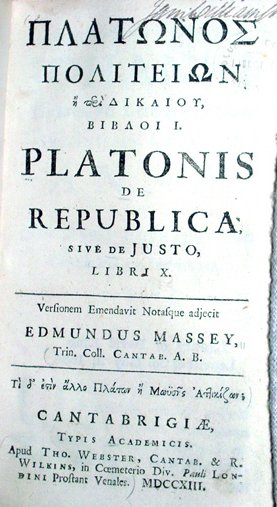
رساله جمهوری منتسب به افلاطون

افلاطون در رسالهٔ جمهوری پس از شرح جامعهٔ آرمانی مد نظر خود و معایب جوامع کنونی به این پرسش می‌رسد که آیا جامعه‌ای دستکم نزدیک به جامعهٔ مثالی ترسیم شده قابلیت پیاده شدن را دارد؟ و اگر پاسخ مثبت است چگونه؟ در پاسخ به این پرسش افلاطون از دهان سقراط چنین پاسخ می‌دهد:
«گفتم:گلاوکن گرامی، اگر در جامعهٔ ما فیلسوفان پادشاه نشوند یا کسانی که امروز عنوان شاه یا زمامدار به خود بسته‌اند به راستی دل به فلسفه نسپارند و … دولتی که وصف کردیم جامهٔ عمل نخواهد پوشید.»
اما فیلسوف (فرزانه) در نگاه افلاطون کیست؟ در یک سخن فیلسوف شیدای معرفت است و عاشق تمام معشوق را دوست دارد. فیلسوف توانایی این را دارد که ژرفا و راستی بنیادی و تباهی ناپذیر اشیاء یعنی مانند (یا ایده) آن‌ها را با اندیشه و بینشی تام بنگرد. و این در برابر دیگر کسان است که تنها توانایی دریافت چیزهای بسیار را دارند. برای نمونه فرد عادی از زیبایی تنها رنگ‌ها و آواها را ادراک می‌کند که دستخوش نادرستی و تباهی هستند اما یک فرزانه می‌تواند در سایهٔ بینشوری و عقلانیت به مثال زیبایی دست یابد؛ بنابراین تنها فرزانگان هستند که می‌توانند جامعهٔ مثالی و آرمانی را درک کنند و آن را پیاده نمایند. افلاطون برای حکومت داری ناخدای کشتی را مثال می‌زند که برای ادارهٔ کشتی نیاز به ویژگی‌های ذاتی و تربیت به خصوص دارد و هر کسی را توان ادارهٔ کشتی نیست.

## خرده‌گیری‌ها بر دیدگاه
افلاطون یکی از سرسخت‌ترین دشمنان حکومت دموکراسی بود و این دشمنی را پنهان نمی‌کرد. کارل پوپر در کتاب جامعه باز و دشمنان آن به شدت به خرده‌گیری اندیشهٔ سیاسی افلاطون پرداخته است و او را به «نژادپرستی» و «توتالیتریسم» متهم کرد. در خرده‌گیری دیدگاه افلاطون می‌توان اظهار داشت سنجش حکومت داری با ناخداگری یا پزشکی سنجشی از پایه به دور از درستیست چراکه حکومت داری یک تخصص یا شغل نیست. از آن گذشته اگر هم حکومت داری را تخصص فرض کنیم دلیلی در دست نیست که بتوان به حاکمان قدرتی بی چون و چرا واگذار کرد.